# Acanthohoplites
Acanthohoplites – rodzaj głowonogów z wymarłej podgromady amonitów, z rzędu Ammonitida, z rodziny Parahoplitidae.
Żył w okresie kredy (apt).